# Denver Nuggets 1987-1988
La stagione 1987-88 dei Denver Nuggets fu la 12ª nella NBA per la franchigia.
I Denver Nuggets vinsero la Midwest Division della Western Conference con un record di 54-28. Nei play-off vinsero il primo turno con i Seattle SuperSonics (3-2), perdendo poi la semifinale di conference con i Dallas Mavericks (4-2).

## Roster
| N° | Naz.                   | Ruolo | Sportivo        | Anno | Alt. | Peso |
| -- | ---------------------- | ----- | --------------- | ---- | ---- | ---- |
| 2  | Stati Uniti (bandiera) | A     | Alex English    | 1954 | 201  | 86   |
| 5  | Stati Uniti (bandiera) | G     | Mike Evans      | 1955 | 185  | 77   |
| 11 | Stati Uniti (bandiera) | GA    | Maurice Martin  | 1964 | 198  | 91   |
| 12 | Stati Uniti (bandiera) | G     | Fat Lever       | 1960 | 191  | 77   |
| 14 | Stati Uniti (bandiera) | G     | Michael Adams   | 1963 | 178  | 73   |
| 22 | Stati Uniti (bandiera) | GA    | Otis Smith      | 1964 | 196  | 95   |
| 23 | Stati Uniti (bandiera) | GA    | T.R. Dunn       | 1955 | 193  | 87   |
| 24 | Stati Uniti (bandiera) | GA    | Bill Hanzlik    | 1957 | 201  | 84   |
| 30 | Stati Uniti (bandiera) | A     | Jay Vincent     | 1959 | 201  | 100  |
| 31 | Stati Uniti (bandiera) | A     | Andre Moore     | 1964 | 206  | 98   |
| 33 | Stati Uniti (bandiera) | A     | Calvin Natt     | 1957 | 198  | 100  |
| 34 | Stati Uniti (bandiera) | AC    | Danny Schayes   | 1959 | 211  | 107  |
| 35 | Stati Uniti (bandiera) | A     | Michael Brooks  | 1958 | 201  | 100  |
| 35 | Stati Uniti (bandiera) | A     | Brad Wright     | 1962 | 211  | 102  |
| 41 | Stati Uniti (bandiera) | C     | Blair Rasmussen | 1962 | 213  | 113  |
| 42 | Stati Uniti (bandiera) | AC    | Wayne Cooper    | 1956 | 208  | 100  |

## Staff tecnico
- Allenatore: Doug Moe
- Vice-allenatore: Allan Bristow